# Deutsche Schule Erbil
Die Deutsche Schule Erbil (DSE) wurde im Jahre 2010 als deutsch-kurdische Begegnungsschule in Erbil in  der Autonomen Region Kurdistan gegründet. Sie ist eine von der Zentralstelle für das Auslandsschulwesen der Bundesrepublik Deutschland geförderte und von der Kultusministerkonferenz der Länder (KMK) anerkannte Deutsche Auslandsschule. Seit 2016 ist sie außerdem eine International Baccalaureate World School. Sie gehört zu einem Netzwerk aus 140 Deutschen Auslandsschulen weltweit.

## Geschichte
Obwohl die Deutsche Schule Erbil erst im Jahre 2010 gegründet wurde, hat sie bereits eine bewegte Geschichte. Das Schulgebäude in der Innenstadt wurde wegen stark steigender Schülerzahlen rasch zu klein, aber durch die Bedrohung durch den IS in den Jahren 2013/14 und eine gleichzeitig einsetzenden Wirtschaftskrise kam es zu einem Rückgang der Schülerzahlen. Nach der relativen Stabilität der letzten Jahre konnte dieser Negativentwicklung entgegengewirkt werden.

## Aufbau
Die Schule bietet einen Kindergarten mit Vorschule, eine Grundschule, eine Sekundarstufe I sowie eine gymnasiale Oberstufe, die mit dem gemischtsprachigen Internationalen Baccalaureate (GIB) abschließt und in den meisten Ländern der Welt, u. a. in Kurdistan und in Deutschland, die Aufnahme eines Hochschulstudiums ermöglicht. Schulziele in der Sekundarstufe 1 sind die deutschen mittleren Abschlüsse der Hauptschule, der Realschule und des Übergangs zur gymnasialen Oberstufe.
Die Grundschule umfasst die Klassen 1 bis 4 und ist ähnlich strukturiert wie die Grundschulen in Deutschland. Es wird nach deutschen Lehrplänen unterrichtet. Zusätzlich werden einige Fächer auf Kurdisch unterrichtet und ab der vierten Klasse auch Arabisch.

## Organisation
Die Schule wird von einem aus Deutschland vermittelten Schulleiter geleitet. Insgesamt arbeiten 22 Lehrkräfte an der DSE.
Träger der Schule ist der Schulverein, der 2009 gegründet wurde. Er hat im Gegensatz zu vielen anderen Privatschulen keine Gewinnerzielungsabsicht (non-profit). Alle Einnahmen, die der Schulverein erzielt, fließen in den Betrieb der Schule.

## Schulentwicklung
Die Deutsche Schule Erbil besitzt als anerkannte deutsche Auslandsschule auch eine Schullizenz der kurdischen Schulbehörden (Ministry of Education, MOE). Sie wird im Rahmen von Qualitätsprüfungen regelmäßig von deutschen (Analyse Schule im Aufbau) und kurdischen Inspektoren besucht. Im Jahre 2022 wurde die Deutsche Schule Erbil als Exzellente Deutsche Auslandsschule anerkannt.

## Personen
- Nihad Qoja (* 1957 oder 1958), ehemaliger Vorsitzender des Schulvereins